# رومنیتس
رومنیتس (به آلمانی: Römnitz) یک شهر در آلمان است که در هرتسوگتوم لاونبورگ واقع شده‌است. رومنیتس ۶۱ نفر جمعیت دارد.